# Anno 1701: Dawn of Discovery
Anno 1701: Dawn of Discovery là một game chiến lược thời gian thực thuộc dòng Anno dành cho Nintendo DS. Game được Disney Interactive phát hành và sử dụng rộng rãi các khả năng màn hình cảm ứng của hệ máy này. Có ba tùy chọn chế độ chơi, bao gồm phần chơi chính, chơi liên tục và nhiều người chơi. Game đã được phát hành ở châu Âu, Úc, Canada và Mỹ.

## Lối chơi
Người chơi bắt đầu với một con tàu chứa đầy các vật phẩm cần thiết để bắt đầu định cư. Người chơi có thể ra lệnh cho nó khám phá cho đến khi nào tìm thấy một hòn đảo phù hợp để định cư và xây dựng một thuộc địa mới. Nếu những người định cư hài lòng với mọi thứ họ cần, họ sẽ chuyển sang giai đoạn tiếp theo. Khi họ di chuyển qua từng giai đoạn, họ sẽ đòi hỏi nhiều thứ hơn. Trong chế độ chơi liên tục, người chơi có thể chọn tối đa ba đối thủ, sẽ phát triển đến tỷ lệ tương đương với người chơi. Khi những người định cư tiến qua từng giai đoạn định cư, người chơi có thể chế tạo tàu chiến và gửi đến hòn đảo mà mình sở hữu và xây dựng các vị trí đổ bộ và sau đó tấn công các tòa nhà quân sự. Nếu người chơi chiếm hết tất cả thì hòn đảo sẽ thuộc về mình. Phần chơi chính cũng tương tự như vậy nhưng người chơi cần hoàn thành các nhiệm vụ cụ thể xuyên suốt quá trình chơi game.

## Đón nhận
Metacritic cho số điểm 78/100 dựa trên 14 lời nhận xét. IGN đã cho nó 7.8/10, gọi nó là "hay thay đổi" và "rất nhiều niềm vui".